# Esteban Pecha
Esteban Pecha (Itália -?) foi Alcaide de Zamora e Senhor San Román de Hornija, município da Espanha na província de Valladolid, comunidade autónoma de Castela e Leão.

## Relações familiares
Casou com Maior Rodríguez de Balboa de quem teve:
1. Maior Rodriguez Pecha (1230 -?) que com o príncipe Henrique de Castela "o Senador" (1230 ou 1225 -1304), infante de Castela e senhor de Écija, filho do rei Fernando III de Leão e Castela (1201 - 1252) deu origem a uma linhagem.